# Pollyanna (commedia)
Pollyanna è una commedia drammatica scritta nel 1916 da Catherine Chisholm Cushing, tratta dal romanzo per ragazzi Pollyanna di Eleanor H. Porter.
Prodotto da George C. Tyler e Klaw & Erlanger, il lavoro teatrale andò in scena a Broadway in prima all'Hudson Theatre il 18 settembre 1916.
Interpretata da Patricia Collinge, che ricopriva il ruolo di Pollyanna, la commedia chiuse i battenti nel dicembre 1916, dopo 112 recite.

## Cast della prima
- Harry Barfoot
- Jessie Busley
- Patricia Collinge: Pollyanna
- Stephen Davis
- Maude Granger
- Taylor Graves
- Maud Hosford
- Herbert Kelcey
- Philip Merivale
- Effie Shannon
- Helen Weathersby

## Versioni cinematografiche
Il romanzo e il testo teatrale hanno avuto numerose trasposizioni per il grande schermo e la tv. Per il cinema esistono due adattamenti. Il primo risale al 1920, dove il personaggio di Pollyanna è interpretato da Mary Pickford. Il secondo è del 1960, con protagonista Hayley Mills.
- Pollyanna, regia di Paul Powell (1920)
- Il segreto di Pollyanna, regia di David Swift (1960)